# Reimplantare

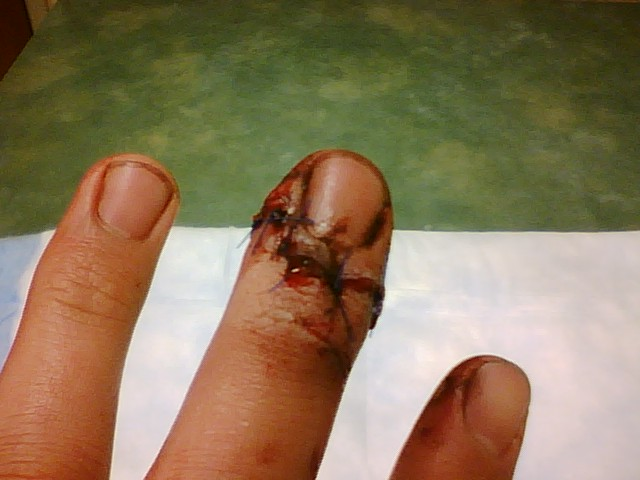

Reimplantarea este o intervenție chirurgicală care constă în repunerea la locul ei a unei părți de corp secționate (mână, picior) sau extrase (dinte).